# ユアスタ・ラストスパート・プロジェクト
ユアスタ・ラストスパート・プロジェクトは、J2ベガルタ仙台のサポーター有志が主導となったユアテックスタジアムで開催されるベガルタ仙台ホームゲームを満員にするプロジェクトである。

## 経緯
2007年8月30日の対京都サンガFC戦において、岡山一成が試合後のインタビューにおいてマイクパフォーマンスを行ったのが発端とされる。その際、「次の鳥栖戦は満員にしてくれるかな！！」という発言をしている。
この年にサポーター、クラブ、ボランティアなどが親睦を深める為にフットサル大会を開催したことがある。それが縁となって、サポーター有志がクラブに満員プロジェクトを持ちかけた。

## 実施要綱
対象となる試合は以下の4試合。
- 対セレッソ大阪戦（2007年10月21日開催）
- 対アビスパ福岡戦（2007年10月27日開催）
- 対湘南ベルマーレ戦（2007年11月18日開催）
- 対徳島ヴォルティス戦（2007年12月1日開催）

以下の日に街頭でチラシを配るイベントを行った。
- 10月10日（ユアテックスタジアム仙台）
- 10月14日（仙台市内）
- 11月11日（仙台市内）

対象となる試合が開催される日には、以下のイベントを行っている。
- 記念手ぬぐいのプレゼント（チラシを持参した先着5000名限定。試合によってデザインが異なる）
- 小中学生チケットのプレゼント（チラシを持参した先着500名限定。）

## 入場者数
- 対セレッソ大阪戦：17,481人
- 対アビスパ福岡戦：14,820人
- 対湘南ベルマーレ戦：18,313人
- 対徳島ヴォルティス戦：16,716人